# 威爾科姆 (阿肯色州波普縣)
威爾科姆（英語：Wellcome）是位於美國阿肯色州波普縣的一個非建制地區。該地的面積和人口皆未知。

## 地理
威爾科姆的座標為35°26′58″N 92°54′13″W / 35.44944°N 92.90361°W，而該地的平均海拔高度為183米（即600英尺）。